# 不破内親王
不破内親王（ふわないしんのう）は、聖武天皇の皇女。母は夫人・県犬養広刀自。光仁天皇の皇后・井上内親王の同母妹。

## 略歴
時期は不明であるが、新田部親王の子で天武天皇の孫にあたる塩焼王と結婚している。また、一時、内親王の身位を剥奪されたことがあったというが、具体的な時期や事情はわかっていない。河内祥輔はこれを父の聖武天皇の存命中の出来事として父娘関係が良好でなかったとし、これが同母姉である井上内親王及びその夫・白壁王との待遇差を生んだとしている。
天平宝字8年9月18日（764年）、塩焼王が藤原仲麻呂の乱に参加して殺害されているが、不破内親王と息子・氷上志計志麻呂は連坐を免れている。
神護景雲3年（769年）5月、県犬養姉女、新田部親王の娘である忍坂女王、石田女王と共謀して称徳天皇を呪詛し、志計志麻呂を皇位につけようとしたとして、再び内親王の身位を廃され、厨真人厨女（くりやのまひとくりやめ）と改名させられた上、平城京内の居住を禁じられた。志計志麻呂は土佐国に配流されている。同年7月には、生活の資として、封戸40戸と水田10町を与えられている。
宝亀3年（772年）12月、呪詛事件は誣告による冤罪であったとして、内親王に復帰している。
延暦元年（782年）閏正月、息子の氷上川継が謀反を起こそうとしたとして伊豆国に配流されたのに連坐して、娘たちとともに淡路国に配流された。延暦14年（795年）12月、和泉国に移された。以後の消息は不明である。

## 伝承

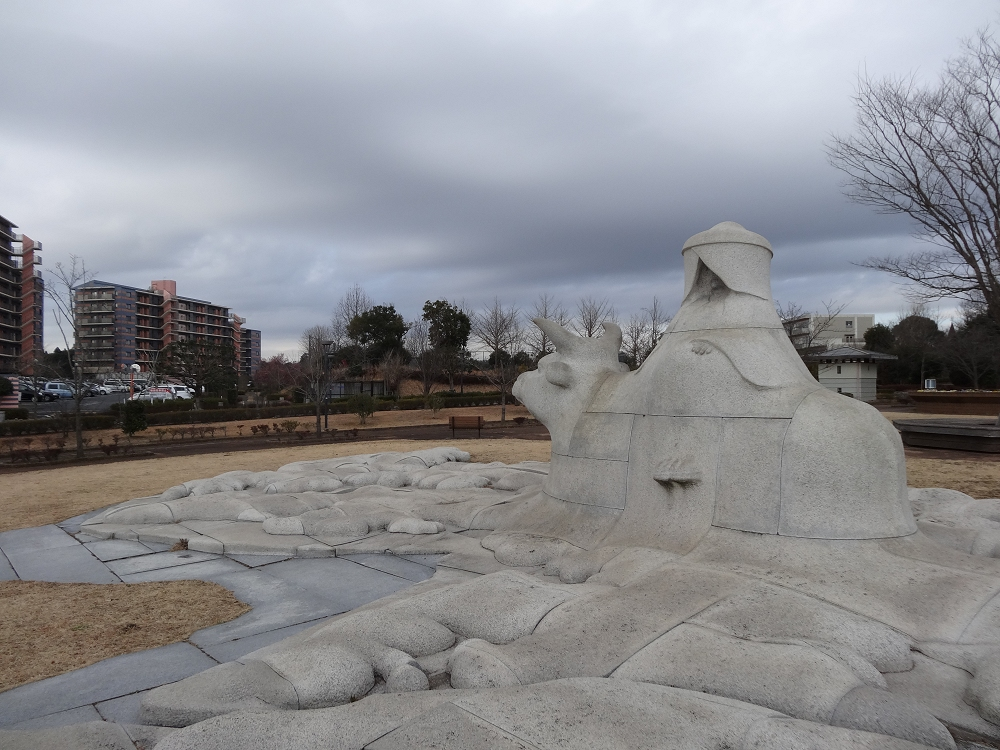
松虫姫公園にある、松虫姫と池に身を投じたという牛のオブジェ

千葉県印西市に所在する松虫寺に、不破内親王にまつわる伝承が残る。
聖武天皇の第三皇女不破内親王がハンセン病に罹り、内裏から追放された。内親王が薬師如来に祈ったところ、病が快癒した。寺の後ろの墳に松虫姫が祀られているという。その後、内親王は都に戻って薨去しその遺骨が安置されたとする伝承や、天皇が薬師仏のために堂宇を建てて松虫寺としたという伝承も残る。
大衆文学研究会編『房総の不思議な話、珍しい話』（崙書房、1983年）によれば、次のような内容である。
不破内親王は幼名を松虫姫といったが、不幸にして癩を患い、手の施しようがなかったが、夢に、下総国に効験あらたかな薬師如来が鎮座するとの託宣があった。姫がこれを信じて東国に下ったところ、下総国印旛郡の萩原郷にはたして夢に見た薬師堂があり、かの地に庵を結んで一心に平癒を祈り、ついに全快することを得た。聖武天皇はこれを喜び、行基に命じて一寺を建立させ「松虫寺」と称したという。
現在も松虫寺には「松虫姫御廟」と呼ばれる堂がある。また付近の千葉ニュータウン印旛日本医大地区内にある松虫姫公園には、姫と一緒に京から来て、姫が帰るにあたっては、年老いていたためこの地に残されることとなり、姫との別れを悲しんで池に身を投じたという牛を模したオブジェがある。
江戸時代、佐倉惣五郎を主人公とする実録本において、不破内親王の伝承が取り入れられ、佐倉惣五郎の先祖を不破内親王と共に下向した武士の末裔とする物語が広まった。